# Eugenia brevipedunculata
Eugenia brevipedunculata är en myrtenväxtart som beskrevs av Hjalmar Frederik Christian Kiaerskov. Eugenia brevipedunculata ingår i släktet Eugenia och familjen myrtenväxter. Inga underarter finns listade i Catalogue of Life.